# Erwann Le Péchoux

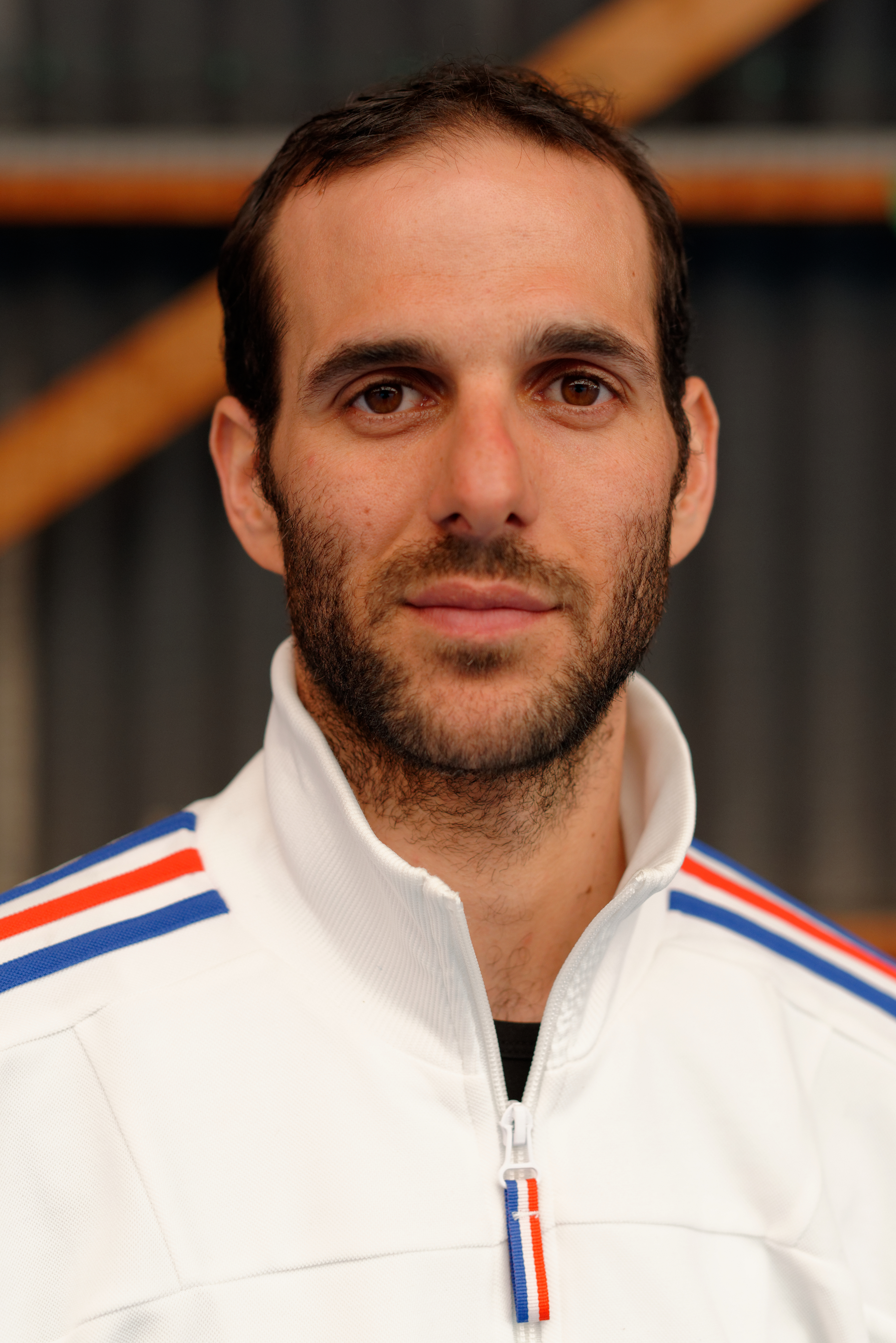
Erwann Le Pechoux (2013)

Erwann Lucien Edouard Le Péchoux (* 13. Januar 1982 in Pertuis) ist ein französischer Florettfechter, Olympiasieger und vierfacher Weltmeister.

## Erfolge
2003 wurde Erwann Le Péchoux in Bourges Mannschaftseuropameister.
2004 nahm er an den Olympischen Spielen in Athen teil und belegte mit der französischen Mannschaft den fünften und im Einzel den dreizehnten Platz.
2005 wurde er in Leipzig Mannschaftsweltmeister,
ebenfalls 2006 in Turin und
2007 in St. Petersburg.
Bei den Europameisterschaften 2007 in Gent errang er Bronze im Einzel.
2008 nahm Le Péchoux erneut an den Olympischen Spielen in Peking teil und belegte im Einzel den siebten Platz.
2011 gewann er bei den Weltmeisterschaften in Catania Silber mit der Mannschaft, ebenfalls bei der Europameisterschaft in Sheffield.
2012 errang er bei der Europameisterschaft in Legnano erneut Silber mit der Mannschaft.
Bei den Olympischen Spielen in London belegte Le Péchoux mit der Mannschaft den achten und im Einzel den zwölften Platz.
2013 erfocht Le Péchoux bei den Weltmeisterschaften in Budapest Bronze mit der Mannschaft.
2014 gewann er mit der Mannschaft sowohl in Straßburg die EM als auch in Kasan die WM, bei der EM errang er zusätzlich Bronze im Einzel. 2019 wurde er mit der Mannschaft in Düsseldorf erneut Europameister, bei der Weltmeisterschaft belegte er mit ihr Rang zwei. Bei den 2021 ausgetragenen Olympischen Spielen 2020 in Tokio wurde er mit der Mannschaft nach einem Finalsieg gegen Russland Olympiasieger.
Er ist seit 2014 mit der tunesischen Fechterin Inès Boubakri verheiratet.